# WinZip
WinZip és un compressor d'arxius comercial per als usuaris de Microsoft Windows, desenvolupat per WinZip Computing (abans conegut com a Nico Mak Computing). Utilitza el format PKZIP de PKWARE, i també pot treballar amb diversos formats d'arxiu addicionals. És un producte comercial amb una versió d'avaluació gratuïta.
WinZip va començar la seva vida a principis dels anys 1990, com un frontal gràfic GUI per a PKZIP, amb llicència shareware. El 1996, els creadors de WinZip van incorporar codi de compressió del projecte Info-ZIP, fent que no fos necessari l'executable PKZIP.
WinZip és una eina potent i fàcil d'usar, que comprimeix i descomprimeix arxius ràpidament, permetent estalviar espai en disc i reduint al màxim el temps de transmissió d'un correu electrònic.

## Característiques
En la versió més recent de WinZip es destaquen: 
- Extracció d'arxius RAR i BZ2
- Compressió millorada d'arxius d'àudio WAV
- Vista d'imatges en miniatura
- Visor intern d'imatges
- Selecció automàtica del mètode de compressió
- Enregistrament d'arxius Zip existents en CD o DVD
- Programació de l'Assistent de WinZip per a tasques com enviar per correu electrònic informes i arxius Zip de forma automàtica

Entre les característiques bàsiques, contingudes també en versions anteriors, tenim: 
- Compressió i extracció d'arxius en forma PKZIP.
- Tasques predefinides de còpia de seguretat de dades
- Divisió d'arxius Zip en diversos volums
- Admissió de formats d'arxiu addicionals (ARC, ARJ i LZH amb programes externs).
- Funció instal·lar
- Crear arxius Zip autoextraïbles
- WinZip 9.0 suporta xifrat de clau AES de 128 i 256 bits, lo que permet una seguretat criptogràfica més gran que el mètode tradicional de xifrat Zip 2.0, usat en versions anteriors de WinZip. El xifrat avançat de WinZip 9.0 (certificada per FIPS-197) empra l'algorisme criptogràfic Rijndael que, el 2001, va ser especificat pel National Institute of Standards and Technology (Institut Nacional d'Estàndards i Tecnologia), NIST, a Federal Information Processing Standards (Estàndards de Processament d'Informació Federals), FIPS, Publicació 197 com l'Estàndard de Xifrat Avançat (AES).
- A partir de la versió 10, WinZip disposa de característiques Standard i Pro. Aquesta versió ofereix una nova vista estil Explorador, permetent treballar amb estructures complexes d'arxius comprimits; recerca automàtica d'actualitzacions; i suport per a Administració de Dades Adjuntes, el qual permet alertar als usuaris sobre arxius potencialment perillosos.

WinZip 10.0 Pro inclou: Assistent per a Tasques, el qual ofereix tasques predefinides de còpia de seguretat de dades i a més permet automatitzar, personalitzar i programar tasques de compressió; funció per a transferir arxius usant el protocol FTP; i compressió i enregistrament d'arxius Zip directament en un CD o DVD; aquesta última funció només està disponible per al Sistema Operatiu Windows XP o posterior.
- WinZip 11.0 ofereix una vista d'imatges en miniatura i selecció de compressió automàtica, a més d'una compressió millorada d'arxius d'àudio .WAV i la capacitat d'obrir arxius .RAR i .BZ2.

WinZip 11.0 Pro addiciona la funcionalitat de còpia de seguretat expandida i inclou un nou visor intern d'imatges que li permet veure i modificar imatges contingudes dintre d'un arxiu Zip.